# Výnosová křivka

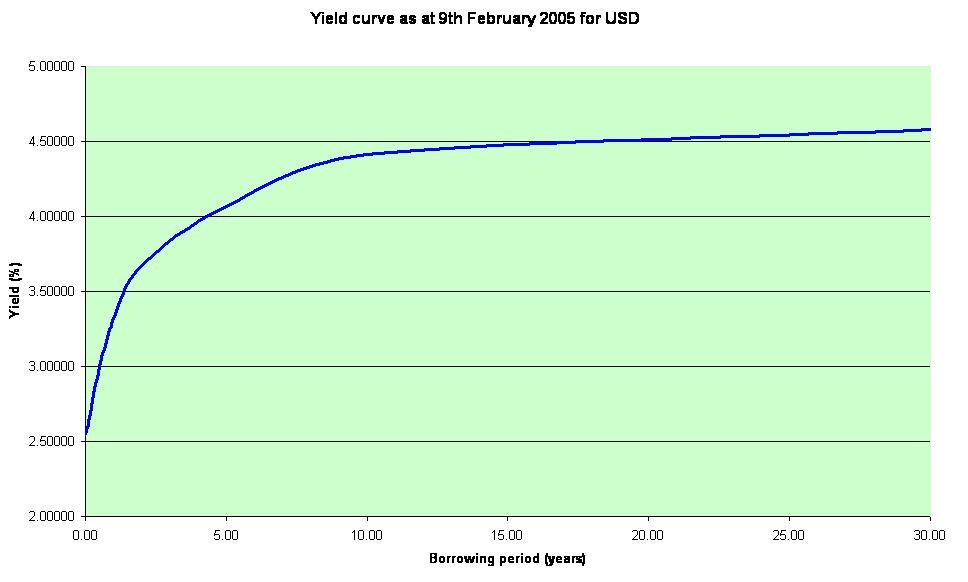
Dolarová výnosová křivka (9. února 2005).

Výnosová křivka ukazuje, jak se mění úrokový výnos s měnící se dobou splatnosti. Obvyklý tvar výnosové křivky je rostoucí, tedy že dluhopisy s delší splatností nesou větší kupón. Obvykle to je z důvodu prémie za úrokové riziko. Mohou existovat ale i ploché výnosové křivky, případně klesající.
Česká výnosová křivka je strmě rostoucí. Dluhopisy s nejkratší splatností nesou věřitelům českého státu kolem dvou procent. Největší úrok musí Česko platit za patnáctileté dluhopisy, okolo 6 procent. Nejdelší padesátileté dluhopisy mají úrokovou sazbu mírně nižší.